# فرانک کرو (بازیکن فوتبال)
فرانک کرو (انگلیسی: Frank Crowe; ۱ ژانویهٔ ۱۸۹۵ – ۱ ژانویهٔ ۱۹۵۱) بازیکن فوتبال بود.